# Aldrin Dalipi
Aldrin Dalipi (ur. 3 października 1970) – albański dziennikarz, przewodniczący rady miejskiej Tirany.

## Życiorys
Ukończył studia wyższe na Akademii Sztuk Pięknych w Tiranie, a następnie ukończył studia prawnicze. Początkowo pracował jako nauczyciel przedmiotów artystycznych w szkołach średnich, jednak później poświęcił się dziennikarstwu. W 1999 roku zajmował się kwestiami politycznymi i społecznymi w Radio Televizioni Shqiptar.
W latach 2000–2002 pełnił funkcję dyrektora do spraw komunikacji w albańskiej Centralnej Komisji Wyborczej. Następnie od sierpnia 2002 do września 2005 był rzecznikiem Rady Ministrów i Prezesa Rady Ministrów.
W wyborach samorządowych w 2011 roku został wybrany członkiem Rady Miejskiej Tirany, a dwa lata później został wybrany na jej przewodniczącego. Funkcję tę pełnił do końca swojej kadencji w 2015 roku. Od tego czasu prowadzi założone przez niego Stowarzyszenie Radnych Miejskich w Albanii. W połowie tego roku ponownie stał się członkiem Rady Miejskiej Tirany, a w październiku 2015 roku został jej przewodniczącym.

## Życie prywatne
Jest żonaty z Luljetą Anamali, z którą ma dwoje dzieci: córkę Enisę i syna Aidena.